# Parti national démocratique (Égypte)
Le Parti national démocratique (الحزب الوطنى الديمقراطى Al-Hizb al-Watani ad-Dimuqrati) est un parti politique égyptien créé en 1978 par le président Anouar el-Sadate, pour remplacer l'Union socialiste arabe créée par Gamal Abdel Nasser.
Après l'assassinat de Sadate en 1981, Hosni Moubarak prend la tête du parti. Il est le plus important parti politique égyptien jusqu'à la révolution de 2011. Trois jours après le début des émeutes, le 28 janvier 2011, son siège, mitoyen du musée égyptien, sera incendié. Le parti ne fut dissous qu'au mois d'avril suivant.  
Il fut membre de l'Internationale socialiste jusqu'au 31 janvier 2011. L'homme d'affaires Ahmed Ezz qui était alors le secrétaire général démissionna de son poste.
Le PND est dissous par décision de la Haute cour administrative égyptienne le 16 avril 2011, et tous ses avoirs sont saisis. Néanmoins, des hommes politiques proches du parti continuent de se présenter aux élections. Ils disposent notamment du soutien financier d'hommes d'affaires enrichis par la politique d'orientation néolibérale de Moubarak.

## Élection présidentielle
Le président du parti, Hosni Moubarak, a participé à l'élection présidentielle directe de 2005. Il gagne l'élection avec plus de 90 % des voix.

## Élections législatives
Aux élections législatives de 2000, le parti gagne 353 sièges sur 400. Le parti sera joint par 35 parlementaires indépendants. En 2005 le parti gagne 317 sièges sur 454, contre 88 sièges pour les Frères musulmans, néanmoins le parti garde la majorité absolue au parlement. Aux élections législatives de 2010, le parti gagne 420 sièges sur 518.